# Colchicum stevenii
Colchicum stevenii är en tidlöseväxtart som beskrevs av Carl Sigismund Kunth. Colchicum stevenii ingår i släktet tidlösor, och familjen tidlöseväxter. Inga underarter finns listade i Catalogue of Life.

## Bildgalleri

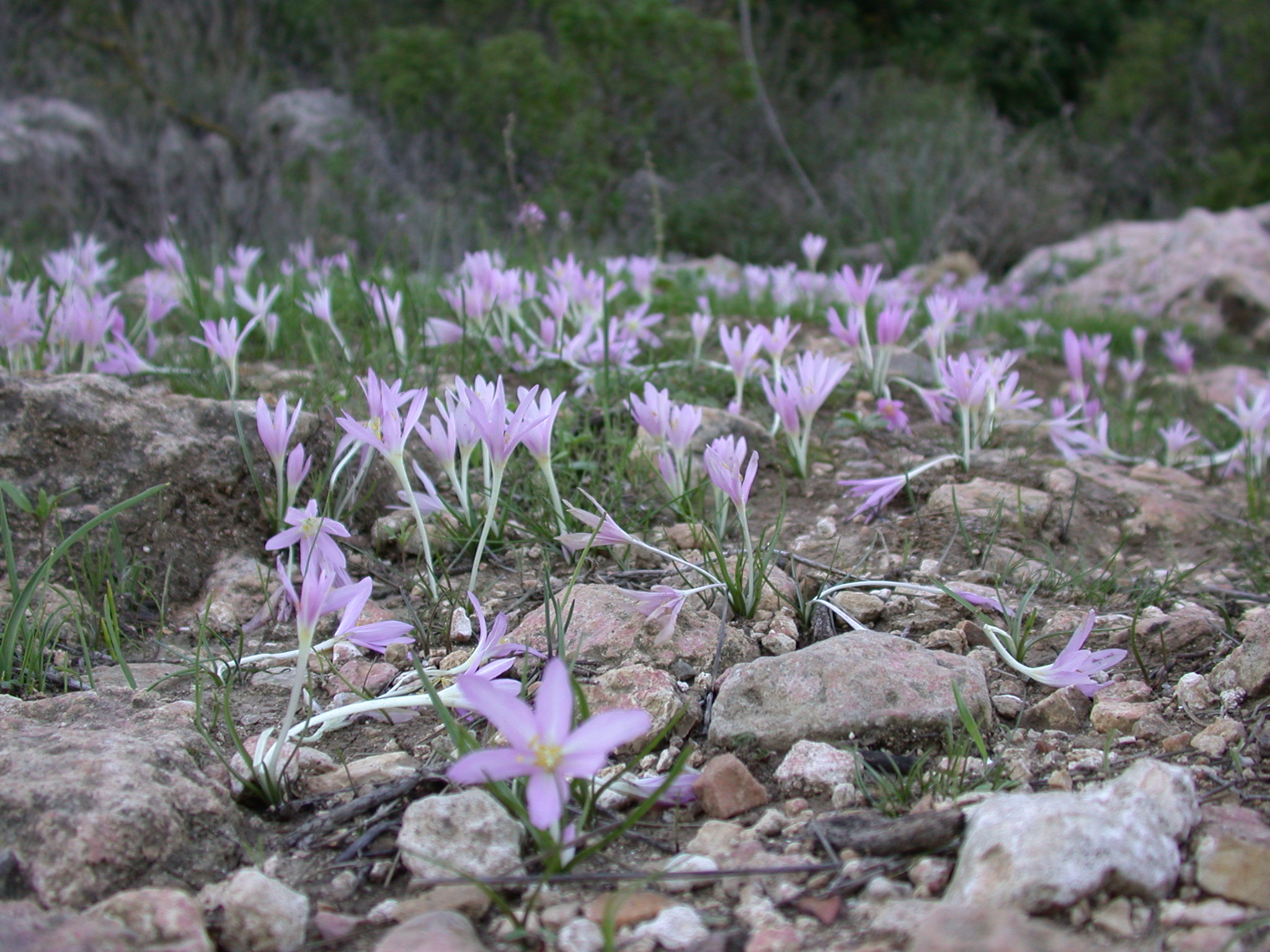
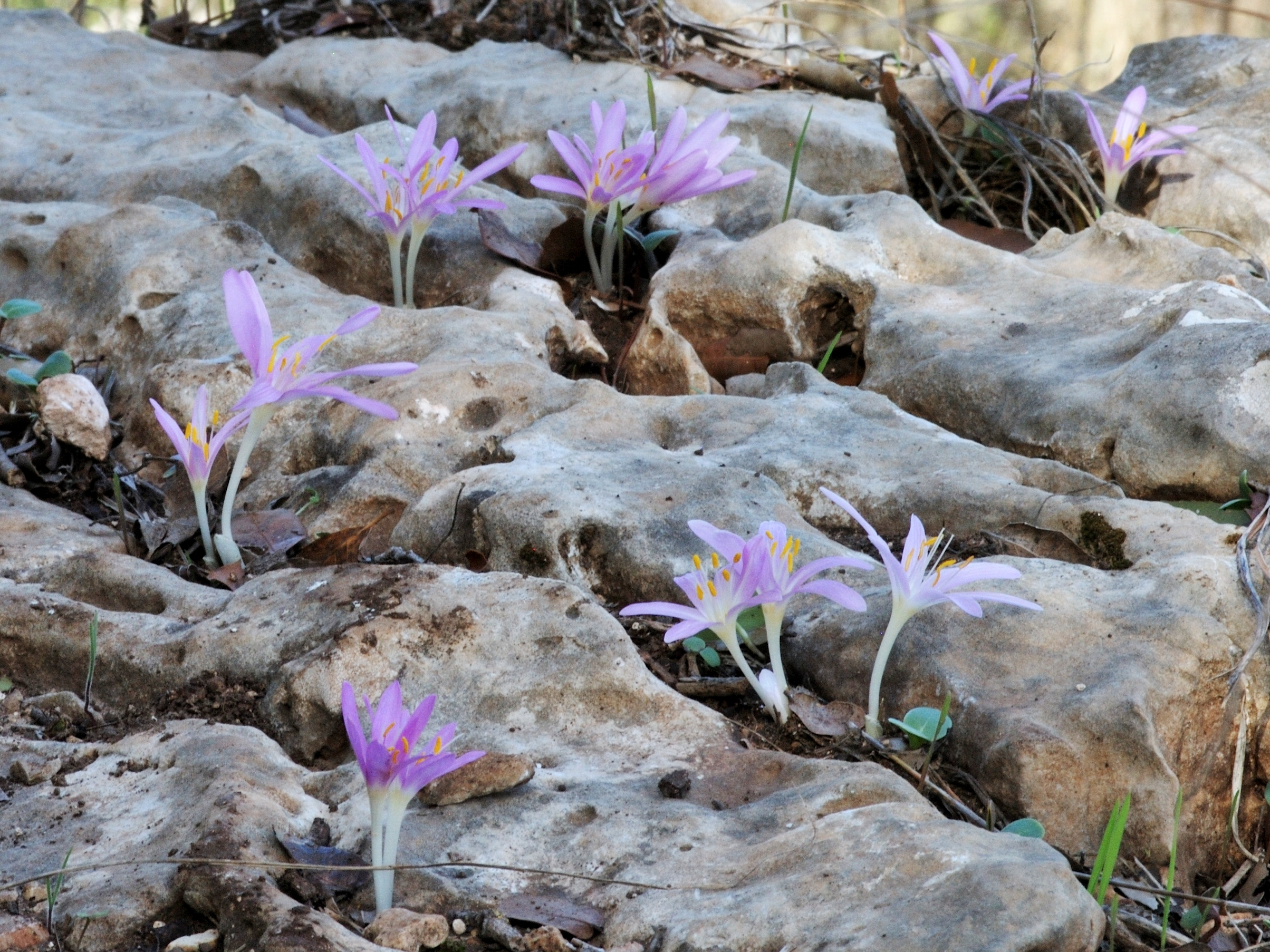
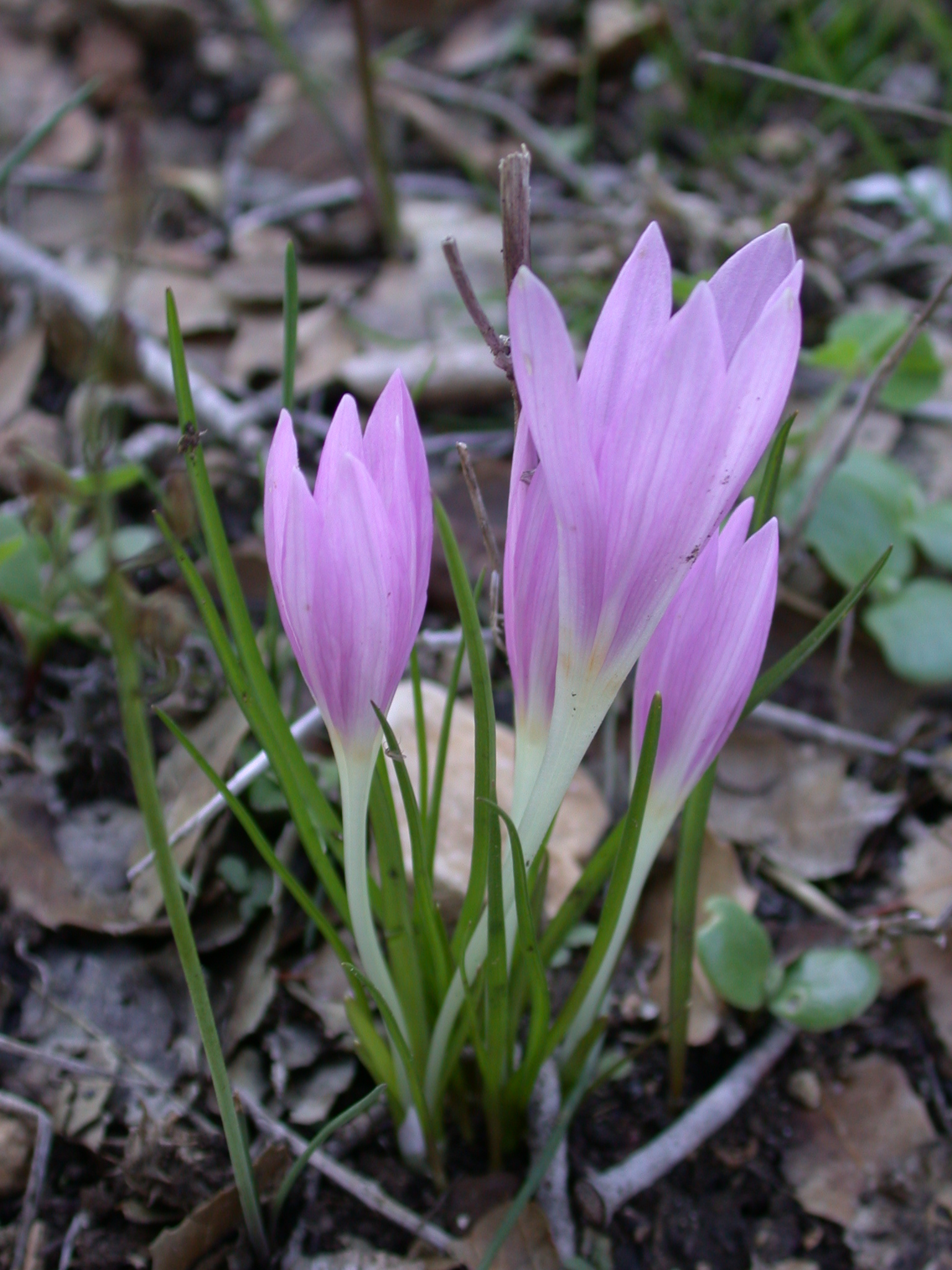
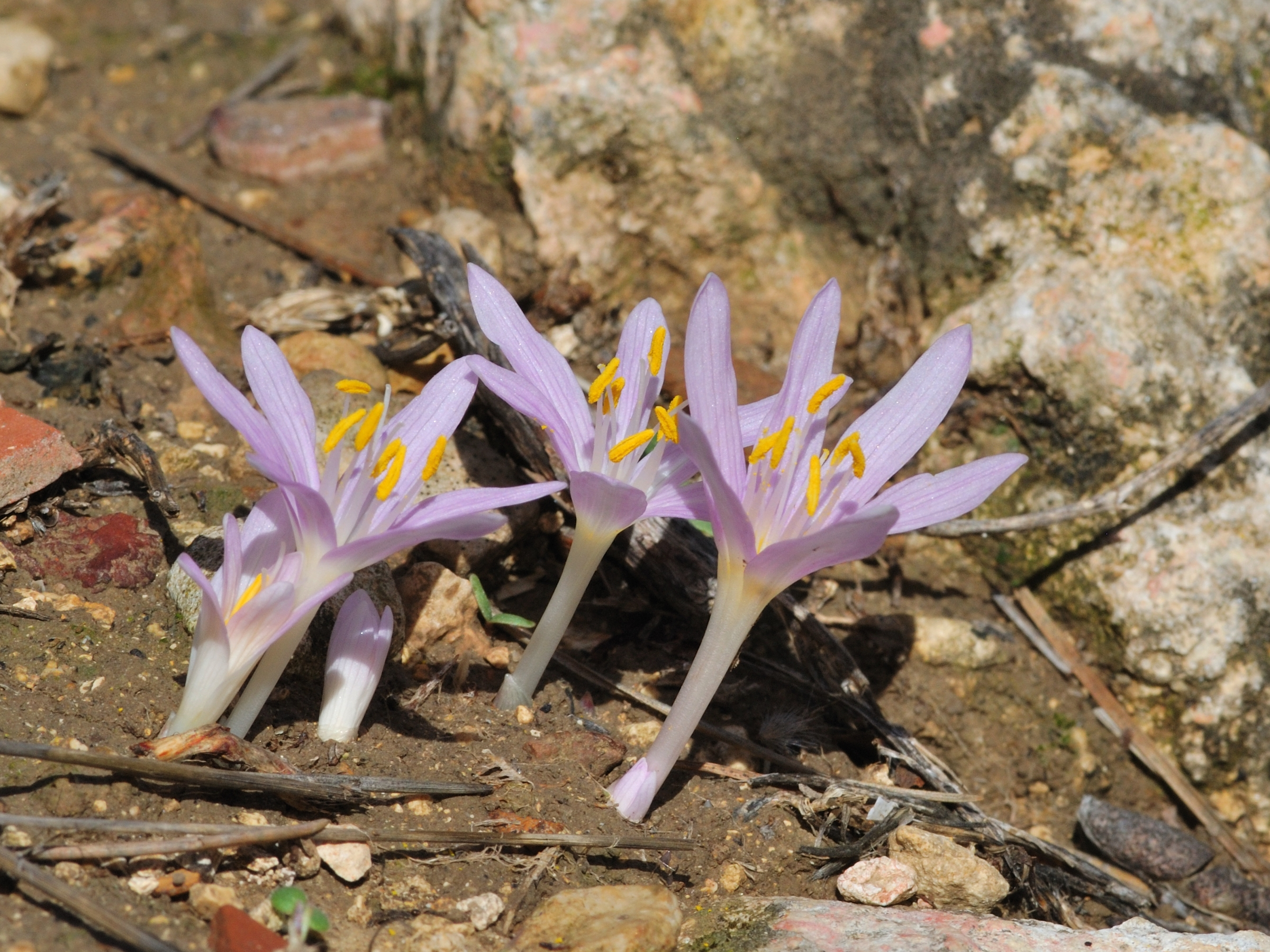
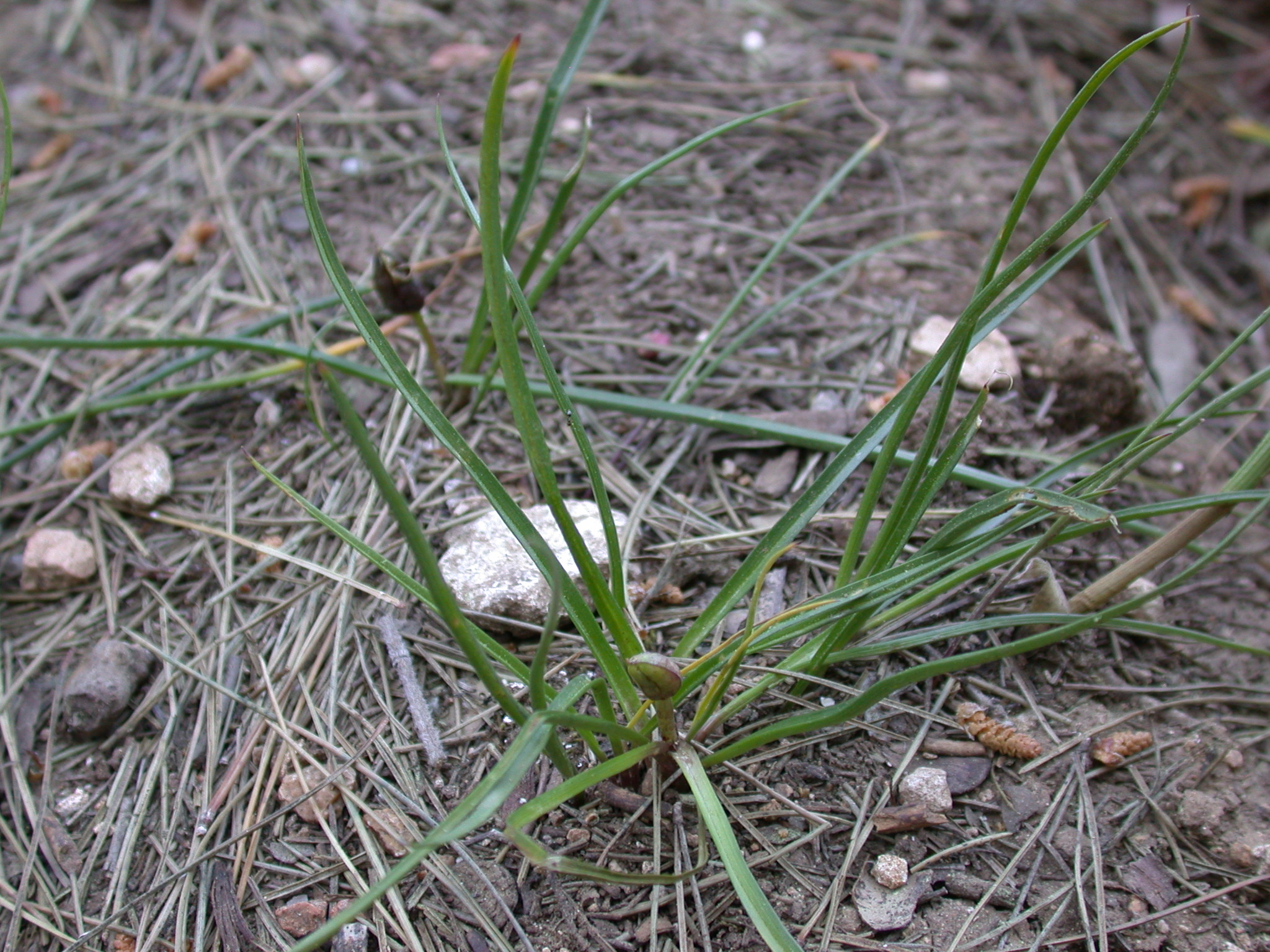
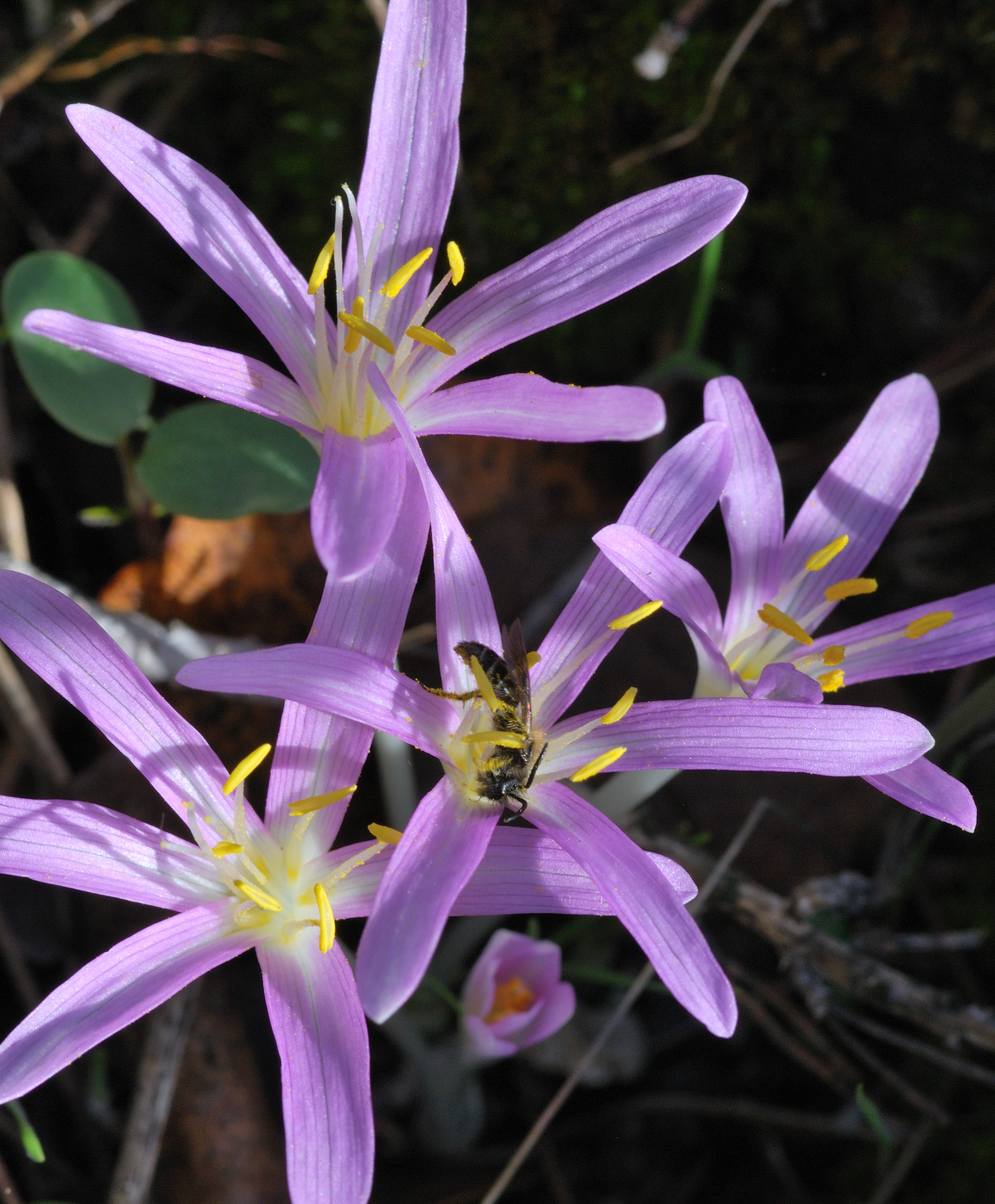